# Marcusenius senegalensis
Marcusenius senegalensis är en fiskart som först beskrevs av Steindachner, 1870.  Marcusenius senegalensis ingår i släktet Marcusenius och familjen Mormyridae. IUCN kategoriserar arten globalt som livskraftig.

## Underarter
Arten delas in i följande underarter:
- M. s. senegalensis
- M. s. pfaffi
- M. s. gracilis